# Laura Palmer (мініальбом)
Laura Palmer — дебютний мініальбом англійського інді-поп-гурту Bastille, виданий власноруч у листопаді 2011 року як цифрове завантаження та на компакт-диску. Він містить чотири пісні Bastille, які згодом увійшли до їхнього дебютного альбому Bad Blood. Мініальбом вийшов після релізу дебютного синглу гурту «Flaws» / «Icarus», який вийшов 4 липня 2011 року.

## Список композицій
Всі пісні написані Деном Смітом
| #     | Назва                        | Тривалість |
| ----- | ---------------------------- | ---------- |
| 1.    | «Laura Palmer»               | 3:02       |
| 2.    | «Overjoyed»                  | 3:24       |
| 3.    | «Things We Lost in the Fire» | 4:03       |
| 4.    | «Get Home»                   | 3:08       |
| 13:37 |                              |            |